# Ga Minh Khôi
Ga Minh Khôi là một nhà ga xe lửa tại huyện Nông Cống, tỉnh Thanh Hóa. Nhà ga là một điểm của đường sắt Bắc Nam và nối với ga Yên Thái với ga Thị Long.

## Các tuyến
- Đường sắt Bắc Nam